# Luis Checa
Luis Armando Checa (Quito, 21 dicembre 1983) è un ex calciatore ecuadoriano, di ruolo difensore.

## Carriera

### Club
Checa iniziò la carriera con la maglia dell'El Nacional, per cui giocò finché non passò al Deportivo Quito nel 2006.
Nel 2007 tornò all'El Nacional con la formula del prestito, ma giocò sporadicamente perché l'allenatore Ever Hugo Almeida non era interessato a trattenerlo a titolo definitivo. Terminò così la stagione, con la medesima formula, all'Aucas.
Nel 2008, tornò al Deportivo Quito. Contribuì alla qualificazione del club alla Coppa Sudamericana 2008. La squadra eliminò l'Universitario, con un punteggio complessivo di 2-1. Il club fu però eliminato al turno successivo dal San Luis, con una sconfitta per 5-4 tra andata e ritorno. Checa segnò una delle reti per la sua squadra.

### Nazionale
Fu convocato per la prima volta dalla nazionale ecuadoriana il 12 novembre 2008, per l'amichevole contro il Messico. In seguito è stato convocato per la Copa América 2011.

## Palmarès

### Club

#### Competizioni nazionali
- Campionato ecuadoriano: 2

Deportivo Quito: 2008, 2009